# Елена Груба
Елена Груба (босн. Jelena Gruba) — королева Боснии из династии Котроманичей в 1395—1398 годах. Единственная женщина в истории, правившая Боснией.
Елена происходила из знатного дома Николичей, управлявших частью Захумья. Она была супругой Стефана Дабиши из дома Котроманичей, который в 1391 году стал королём Боснии.
В 1395 году король Дабиша умер. Перед смертью он назначил своим наследником короля Венгрии Сигизмунда (жена Сигизмунда Мария по материнской линии происходила из дома Котроманичей). Однако боснийская знать выступила за переход трона к вдове умершего короля. Сигизмунд после переговоров с князьями Боснии не стал бороться за боснийскую корону, поскольку после смерти Марии был сосредоточен на сохранении за собой венгерского трона и борьбой против хорватов и турок, причём война с турками едва не привела к его гибели (см. Битва при Никополе).
Поскольку Елена не обладала сильной королевской властью и даже своим троном была целиком обязана знати, в её правление выросло могущество дворянских родов королевства и их независимость от королевской власти, ряд князей правили своими владениями как независимыми государствами. Королева поддерживала хорошие отношения с Рагузой (Дубровником), в 1397 году по её приказу были отменены таможенные пошлины для рагузанских купцов в ряде земель.
В 1398 году на боснийский трон вступил Стефан Остоя, незаконнорожденный сын короля Твртко I, предшественника Стефана Дабиши. Остаётся неизвестным по какой причине произошла смена власти, вероятнее всего это было совместное решение самых могущественных вельмож королевства. После своего отстранения и воцарения Остои Елена продолжала жить при дворе, как вдовствующая королева. Вскоре она скончалась.